# Airaphilus martini
Airaphilus martini es una especie de coleóptero de la familia Silvanidae.

## Distribución geográfica
Habita en Argelia.